# 叉丽蝇属
叉丽蝇属（学名：Triceratopyga）为丽蝇科的一个属。

## 下属物种
本属包括以下物种：
- 叉丽蝇 Triceratopyga calliphoroides Rohdendorf, 1931